# 阜姆路墓地
阜姆路墓地（匈牙利语：Fiumei úti nemzeti sírkert）又名克雷佩斯公墓（Kerepesi úti temető 或 Kerepesi temető）是匈牙利布达佩斯最著名的一个墓地。这是匈牙利最古老的公墓之一, 并且几乎完全保存下来。

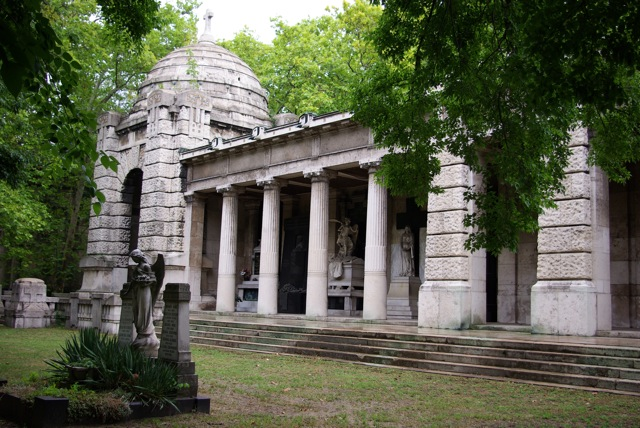

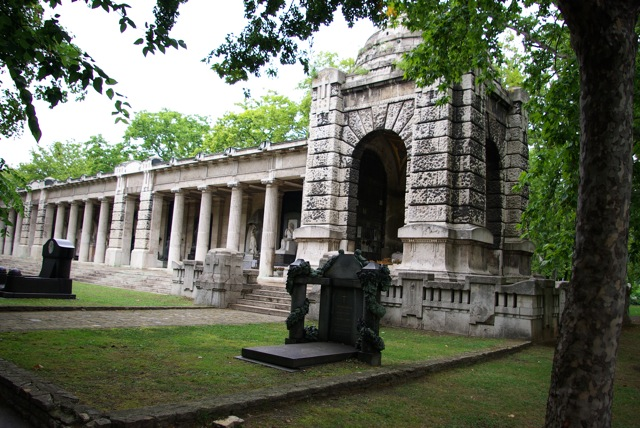

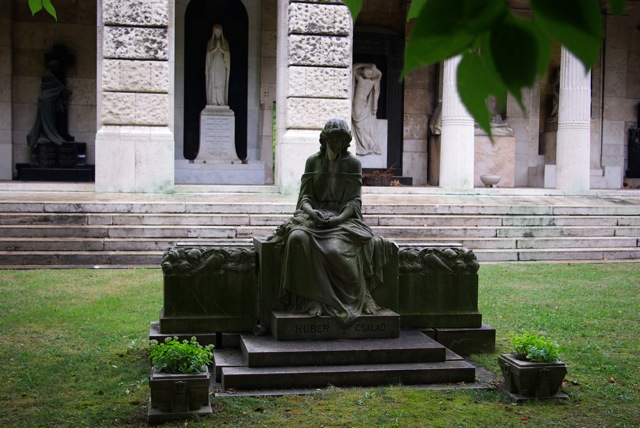

公墓建于1847年，位于约瑟夫城，靠近布达佩斯东站，可经由布达佩斯地铁2号线到达。它距市中心约2公里，是布达佩斯最靠里面的墓地。它是欧洲最大的国家先贤祠之一，也是最大的户外雕像公园，面积约为56公顷。

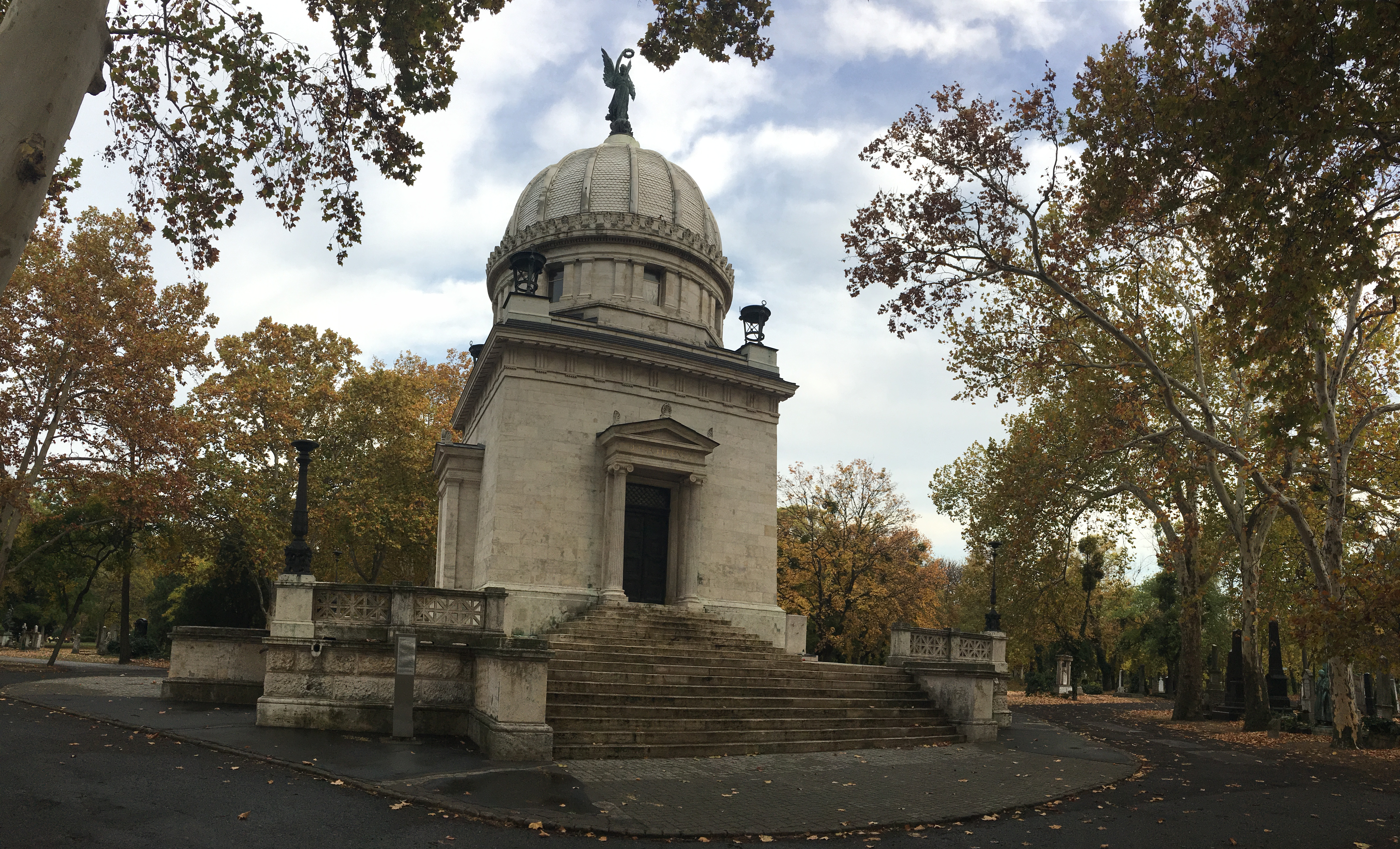

## 墓葬
- 包贾尼·拉约什，政治家
- 戴阿克·费伦茨，政治家
- 科苏特·拉约什，政治家
- 翁德雷·厄岱，诗人
- 奥洛尼·亚诺什，诗人
- 鲍拉日·贝洛，作家、电影理论家
- 艾凯尔·费伦茨，作曲家
- 莎莎·嘉宝，女演员
- 乔治·德海韦西，诺贝尔化学奖得主
- 霍恩·久洛，总理
- 約卡伊，作家
- 尤若夫·阿蒂拉，诗人
- 卡达尔·亚诺什，政治家
- 卡罗伊·米哈伊，总统
- 古拉·克吕德，作家
- 卢卡奇·格奥尔格，哲学家
- 马德尔·费伦茨，总统
- 米克沙特·卡尔曼，作家
- 莫里茨·日格蒙德，作家
- 卡尔·波兰尼，经济学家
- 里斯·弗里杰什，数学家
- 伊格纳兹·塞麦尔维斯，医生
- 利奥·西拉德，物理学家
- 范伯利·阿明，语言学家
- 弗洛斯马提，诗人
- 利波特·費耶，數學家